# Jan Rosenthal
Jan Rosenthal (Sulingen, actual Alemania, 7 de abril de 1986) es un futbolista alemán. Juega de centrocampista y su equipo actual es el VfB Oldemburgo de la Regionalliga alemana.

## Selección nacional
Ha sido internacional con la selección de fútbol de Alemania, pero con las selecciones sub-17 y sub-19; donde sumado ambas categorías, ha jugado 18 partidos internacionales y anotó 2 goles por dicho seleccionado.

## Clubes
Inferiores
| Club                   | País     | Año         |
| ---------------------- | -------- | ----------- |
| SV Staffhorst          | Alemania | 1992 - 2000 |
| Hannover 96            | Alemania | 2000 - 2004 |
| Reserva de Hannover 96 | Alemania | 2004 - 2005 |

Profesional
| Club                 | País     | Año           |
| -------------------- | -------- | ------------- |
| Hannover 96          | Alemania | 2005 - 2010   |
| Hannover 96 II       | Alemania | 2009 - 2010   |
| SC Friburgo          | Alemania | 2010 - 2013   |
| Eintracht Fráncfort  | Alemania | 2013-2015     |
| Darmstadt (préstamo) | Alemania | 2015          |
| Darmstadt            | Alemania | 2015-2018     |
| VfB Oldemburgo       | Alemania | 2019-presente |

Selección Nacional
| Equipo        | País     | Año         |
| ------------- | -------- | ----------- |
| Alemania U-19 | Alemania | 2004 - 2005 |
| Alemania U-21 | Alemania | 2007 - 2009 |